# 대구 화수정
대구 화수정은 대한민국 대구광역시 북구 동변동에 있는 문화유산이다.

## 개요
고려말 두문동칠십이인의 한분인 송은 구홍의 절의와 임진왜란때 전공을 세운 계암 구회신의 충의를 기리기 위한 재실이다.

## 같이 보기
- 두문동칠십이인